# Фрич, Альберто Войтех
А́льберто Во́йтех Фрич (чеш. Alberto Vojtěch Frič; 8 сентября 1882, Прага — 4 декабря 1944, Прага) — чешский этнограф, путешественник, ботаник, любитель кактусов и писатель. Племянник чешского зоолога и палеонтолога Антонина Фрича (1832—1913).

## Биография
Альберто Фрич родился в 1882 году в Праге в семье успешного адвоката. С детства он любил заниматься редкими экзотическими растениями, эта страсть постепенно захватила его и стала основным содержанием всей его жизни. Ещё будучи гимназистом, Фрич стал заниматься разведением кактусов в собственной оранжерее.:26 Происхождение первой коллекции Фрича таково: во второй половине XIX века в Праге существовали несколько выдающихся коллекций как в старых дворянских садах ― в Сальмовском и Дефурском, ― так и частные коллекции Франтишека Сейтца и Ганке. В 1870-е годы особенно коллекция Сейтца принадлежала к самым крупным в Европе и насчитывала около 900 видов. Именно тогда, в подростковые годы Фрича, Франтишек Сейтц сделался его первым наставником и учителем в мире кактусов. После скорой смерти учителя половину его коллекции приобрёл сам Альберт Фрич (на деньги отца), а другую половину — известный пражский торговец кактусами Антонин Заруба.:14 В семнадцать лет Альберто Фрич уже считался одним из лучших знатоков кактусов не только в Праге, но и в других странах Европы и обладал очень крупной коллекцией. Он приобрёл известность ещё при жизни Карла Шуманна и заслужил его благосклонный отзыв.:27
Зимой 1899 года случилось серьёзное несчастье, которое во многом определило всю будущую жизнь Альберта Фрича. Активно готовясь к экзаменам на получение аттестата зрелости, Альберт был вынужден отлучиться из Праги, и попросил своего приятеля-студента присмотреть за теплицей. Однако, вернувшись в теплицу в морозное январское утро, Фрич не обнаружил там своего приятеля, отопление было выключено, а практически вся коллекция замёрзла. Именно после этой драмы восемнадцатилетний юноша и решил поехать в Южную Америку, на родину кактусов.:26 Он так писал о своём решении:

«…Перестало быть моим идеалом хорошо оплачиваемое место, которое дало бы мне столько денег, чтобы я мог посвятить себя своей любви, чтобы мог выращивать свои растения в удобных, совершенных теплицах. Перестал я иметь свои прежние идеалы, но поставил твёрдую, определённую цель: изучить тропические растения в их доме, во что бы то ни стало пройти пустыни, леса и горы американские, даже если бы ради этого должен был поступиться будущим, здоровьем, семейной жизнью, удобствами и достижениями цивилизации».:26-27

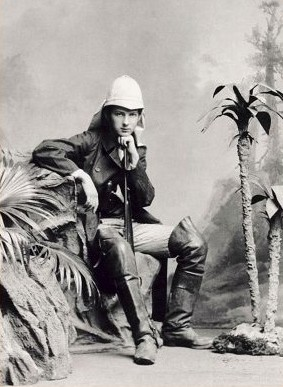
Фрич после первого путешествия в Америку (Прага, 1901)

До Альберто Фрича самым известным и удачливым среди чешских путешественников-ботаников был Бенедикт Резл, который открыл, импортировал и ввёл в культуру коллекционирования немало новых видов кактусов.:14 Вслед за ним Фричу предстояло стать, пожалуй, известнейшим чехом в истории европейского кактусоводства. В мае 1900 года Альберто Фрич отправился в своё первое путешествие за кактусами в Южную Америку, в этот момент ему ещё не исполнилось и 18 лет. Всего с 1901 по 1929 год он совершил семь экспедиций в Южную Америку и Мексику, в которых в общей сложности пробыл около двенадцати лет. На родину он возвращался лишь ненадолго.:27 Начальной точкой своего путешествия он избирает Бразилию, страну, имевшую не самую «кактусную» репутацию. Там он впервые столкнулся с индейскими племенами и впервые заинтересовался жизнью американских аборигенов. Маршрут Фрича был отнюдь не коротким и не исхоженным. Он проникает в дикие джунгли Бразилии до легендарного Мату-Гросу, затем поднимается в парагвайские леса Гран-Чако, исследует леса, горы и пустыни Аргентины, Уругвая, Боливии, Мексики. Однако не следует полагать, что Фрич располагал крупными средствами для проведения своих экспедиций. Финансы он старался добывать своими силами: в первую очередь, собирал и поставлял кактусы для крупных торговых фирм, например, Де Лаэта в Бельгии и Хааге в Германии.:27 Кроме того, Фрич охотился на цапель, перья которых в то время ценились очень дорого, а также собирал и поставлял в этнографические музеи разных стран предметы быта и искусства индейских племён.
В 1903 году Альберто Войтех Фрич, заручившись поддержкой брюссельской торговой фирмы Де Лаэта по разведению кактусов, опять держит путь в Южную Америку. На этот раз он отправился сначала в Аргентину, а оттуда в Парагвай, по пути заводя дружбу с местными племенами. В отличие от многих своих современников, Фрич увлекался индейцами, некоторое время жил среди них и стремился оберегать их от влияния белых людей. Путешествуя по Америке, Фрич ставил перед собой далеко не самые простые задачи: исследовать места, которые в то время были «белыми пятнами» на географических картах, кроме того, он серьёзно изучал жизнь индейских племен, практически неизвестных науке. Индейцы тех мест недружелюбно и настороженно относились к белым пришельцам, от которых исходила опасность, всевозможные беды и смерть. Участники далеко не одной экспедиции в бассейн Амазонки и Мату-Гросу погибли под отравленными стрелами и дротиками. Напротив того, Альберто Фрич с первых дней заслужил доверие и симпатию индейцев, которых и сам полюбил на всю жизнь. «Карай Пуку» — высокий охотник — так на языке гуарани называли Фрича индейцы. Долгие месяцы он жил среди племён, одевался на индейский манер, стал их исследователем и защитником перед агрессивным натиском капитала, загоняющим их всё глубже в джунгли.:27

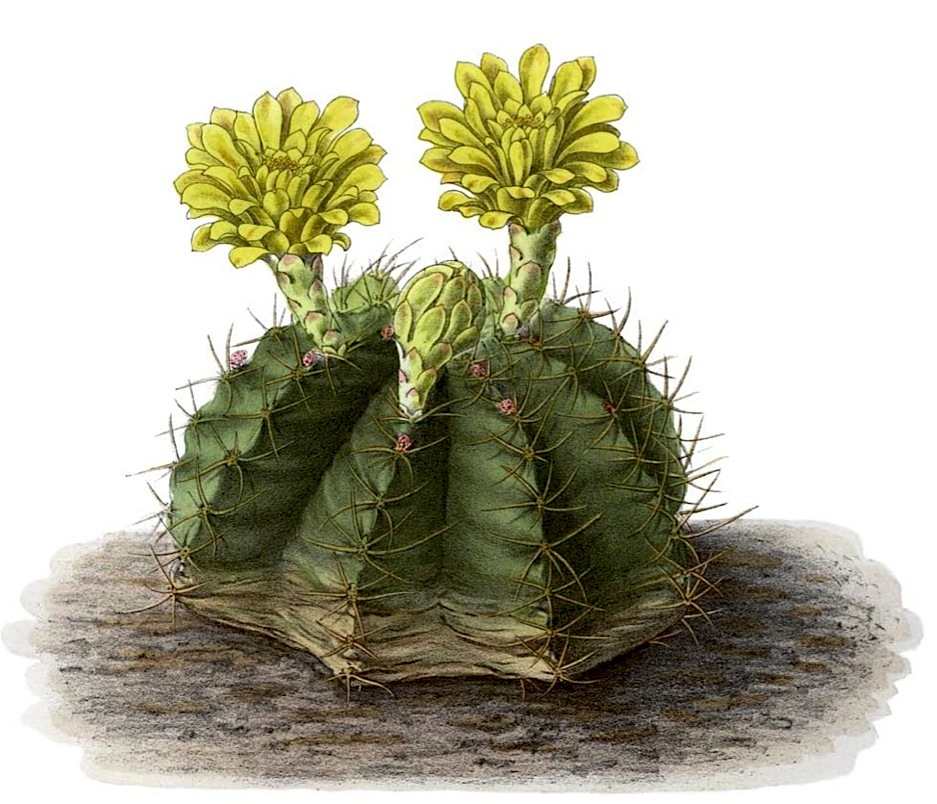
Гимнокалициум михановичи, открытый Фричем (рисунок 1904 года)

Индейские племена, жившие вдоль течения реки Парагвай, принимали чешского путешественника как своего. Он жил среди них, проводил археологические раскопки, составлял словари местных языков, фотографировал и составлял описи. Не забывал он и о своих ботанических интересах: за полтора года Фричу удалось обнаружить несколько новых видов кактусов. Далеко не всё получалось гладко. Порой открытые им кактусы, например, такие, как гимнокалициум михановичи, собранные в лесах Парагвая у Пуэрто Касадо, погибали в корзинах, брошенных в лесу, потому что у Фрича не было денег, чтобы уплатить носильщикам. А спустя ещё несколько месяцев он вообще не мог появиться в лесах Касадо без риска для жизни, так как открыто выступил на стороне индейцев в их борьбе с местным латифундистом.:28
В 1905 году Альберто Войтех Фрич вернулся в Прагу с богатой коллекцией. Однако уже в будущем году он опять совершил путешествие в Южную Америку — из Бразилии направился в Патагонию, а оттуда в Парагвай — в гости к своему любимому племени Чамакоко.
За годы своих путешествий Фрич открыл множество новых видов и родов кактусов, список его открытий может занять несколько отдельных страниц. В частности, Фричу удалось вновь найти редкий Astrophytum asterias, который считался давно вымершим. К наиболее значительным его находкам относятся такие редкости, как Obregonia denegrii, Gymnocalycium mihanovichii вместе с его многими разновидностями, Astrophytum senile, Oreocereus trollii, а также многие виды пародий, лобивий, ребуций и гимнокалициумов.:27
Убеждённый патриот, Фрич с восторгом воспринял распад Австро-Венгерской империи и образование нового государства со столицей в Праге. В 1919 году Фрич вошёл в состав чехословацкой делегации, которая участвовала в Мирной парижской конференции. Начиная сотрудничать с государственной властью молодой Чехии, он надеялся на получение дипломатического поста в Южной Америке. К сожалению, его надеждам не суждено было сбыться. Год спустя из-за расхождений во взглядах с министром иностранных дел, а позже — со вторым чехословацким президентом Эдвардом Бенешем, Альберто Войтех Фрич ушёл с государственной службы, чтобы окончательно посвятить себя путешествиям и кактусам.
На этот раз его внимание привлекла Мексика, к тому времени уже достаточно изъезженная европейскими ботаниками и коммерсантами от растениеводства. Но и здесь ему сопутствовала удача. Мало того, что Фрич вновь обнаружил считавшийся утраченным легендарный Астрофитум звёздчатый, красивейшее растение, лишённое колючек, но и открыл новый, ни на что не похожий вид и род: Obregonia denegrii. Кроме того, в Мексике Фрича заинтересовали кактусы, имеющее наркотикоподобное действие, включая знаменитый пейотль. О своих экспериментах и наблюдениях Фрич написал в 1924 году отдельную книгу. Когда в том же году он вернулся домой из Мексики, в его багаже насчитывалось около 200 видов растений и семян.

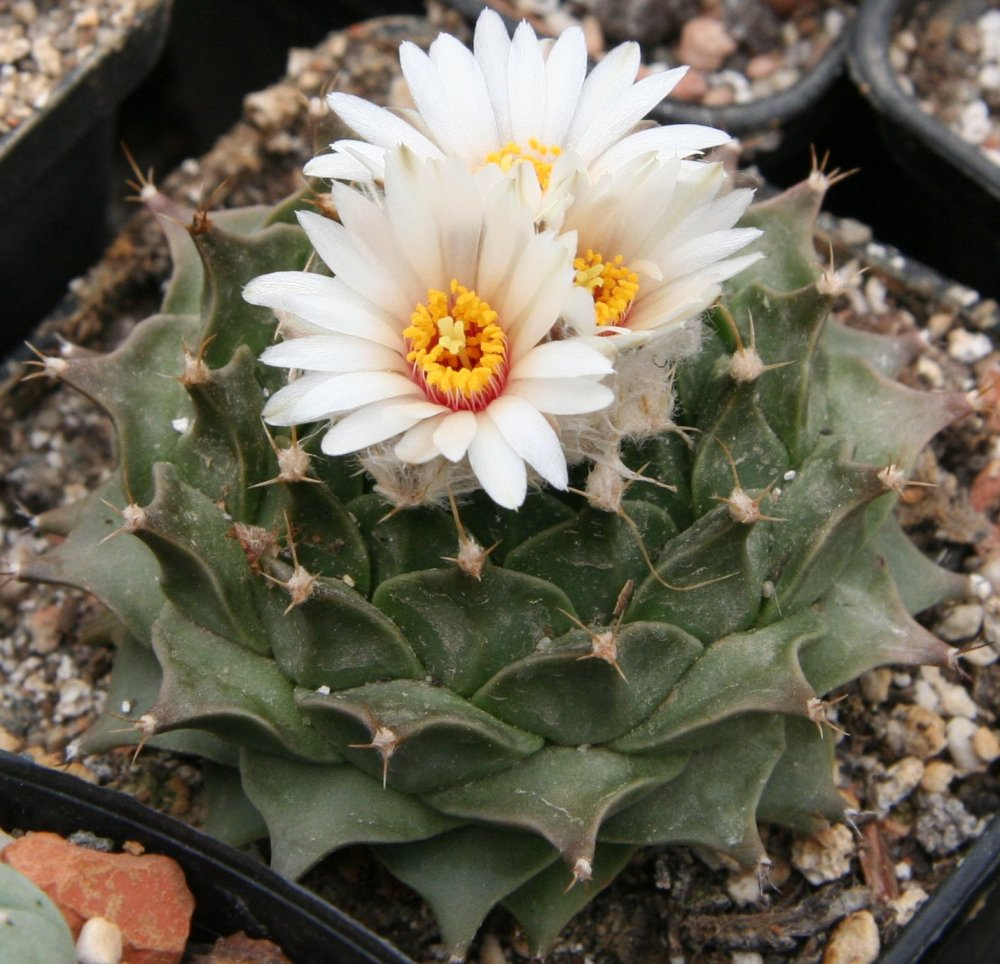
Obregonia denegrii, открытая Фричем

В октябре 1928 года чешский ботаник и этнограф отправился в своё последнее путешествие за океан. Маршрут пролегал через Уругвай и Аргентину в Кордильеры. Пожалуй, наибольшей заслугой Фрича стало открытие новых богатых мест произрастания кактусов в труднодоступных высокогорных районах Аргентины и Боливии. Произошло это в то время, когда большинство «охотников за кактусами» полагали, что в мире кактусов уже почти всё известно. Например, в области Салинас Фрич поднялся на высоту 5 700 метров и нашёл в горах огромное количество кактусов и других редких растений. Достаточно сказать, что свою лобивию эйнштейнии (или, по другой систематике, ребуцию), названную в честь великого физика, Фрич обнаружил в горах на высоте более 5000 метров над уровнем моря.:28
С лёгкой руки Фрича, проторившего дорогу к новым южноамериканским ареалам, перед второй мировой войной в Европу пришла целая масса новых боливийских, аргентинских, перуанских, а наконец, и чилийских видов. Правда, одновременно и Мексика, охраняя свою дикую флору, ввела строгие законы по ограничению вывоза кактусов, что также послужило одной из причин угасания интереса к североамериканским видам. Однако, именно благодаря Фричу своё веское слово неожиданно сказала Южная Америка. Ему удалось с редкой убедительностью показать, что красоты и разнообразия там хватит на всех. Вот почему не удивительно, что буквально по следам Фрича отправились в свои южноамериканские экспедиции коллекционеры Г.Блоссфельд, О.Марсонер, К.Бакеберг и многие другие.:28-29
Последние годы своей жизни чешский учёный провёл затворником на своей легендарной пражской вилле, отгородившись от всех стенами своих парников. Вилла «Божинка» к тому времени стала своеобразной «меккой», известной кактусистам во всём мире. В 1939 году Фрич, возмущённый аннексией, наотрез отказался признать немецкую оккупацию Чехословакии. Человек всегда прямого, жёсткого и предельно независимого характера, в знак протеста он даже перестал выходить из дома. За политическую дерзость, высказанную в лицо фашистскому чиновнику, Фрич в ноябре 1939 года был лишён топлива, и во время суровой зимы 1939—1940 гг. у него в теплицах погибло около 30 тысяч кактусов, большей частью — уникальных. Таким образом, спустя ровно сорок лет история замкнула свой круг. Разумеется, такой человек, как Фрич, не мог окончательно замкнуться только в мире кактусов и стоять в стороне от борьбы с оккупационными властями. Чем мог, он помогал бойцам чешского сопротивления. В своих теплицах он предоставил место для тайного схрона оружия партизан.:28-29
Всего несколько месяцев не дожил Фрич до освобождения Праги. По иронии судьбы, пережив громадное число смертельных опасностей в джунглях, малярию, нападение ягуара и участие в индейских войнах против плантаторов, в декабре 1944 Альберто Войтех Фрич умер — от столбняка, поранившись о ржавый гвоздь у себя на вилле.
Известный чехословацкий кактусист доктор Франтишек Пажоут писал о нём:

«…Хотя он и не умер посреди джунглей, которые так любил, но всё же умер после красиво прожитой жизни, какая, как он сам говорил, удавалась мало кому из людей. Те, кто его знали, будут помнить всегда о Фриче, как о гордом, отважном, исключительно талантливом, честном, готовом к самопожертвованию, а главное, добром к людям человеке».:29

## Научные достижения
Как учёный-энтограф и антрополог Альберто Войтех Фрич был верным последователем Амегино, и не раз выступал с докладами о его деятельности, в частности, на международном конгрессе американистов в Вене. В 1884 году Амегино на основе собственной системы составил гипотетическую таблицу «американских предков» индейцев. Древнейшего из них он назвал тетрапрото-хомо, затем следовали: трипрото-хомо, дипрото-хомо и, наконец, непосредственный предшественник «американского человека» — прото-хомо. Как и всегда в своей жизни, максималист Фрич пошёл дальше своего учителя и на основе своих наблюдений сделал ещё более далеко идущие выводы. В своей книге «Приключения охотника в Гран-Чако» Фрич прямо утверждал, что всё человечество и все млекопитающие, в конечном счёте, происходят именно отсюда, из Южной Америки, в частности, из Патагонии, которая является колыбелью высших животных. По мнению Фрича, человек вместе с разными представителями животного мира, пройдя сквозь Азию, Северную Америку, Панаму, а также через другие, давно опустившиеся на дно океана континенты, вернулся назад уже совсем в ином облике.
В перерывах между экспедициями, а также в 1930-е годы, закончив путешествовать, Фрич продолжал исследовательскую работу над своей крупнейшей коллекцией, включающей массу новых и слабо изученных видов. Постепенно он разработал свою новую систематику кактусов (система Фрича-Шелле), основанную на микроскопическом изучении структуры семян, а также на объективных данных о положении и строении вегетативных точек роста.:28 Эта система стала несомненным шагом вперёд в исследовании природы семейства кактусовых и открыла путь более продвинутой послевоенной систематике ученика Фрича, Курта Бакеберга. Можно особо заметить, что в области систематики растений Фрич придерживался новейших для своей эпохи тенденций в биологии, а во многом даже и опередил своё время (например, в том, что касалось распределения видов большого рода гимнокалициум по секциям на основе свойств их семян).:28
Статьи Фрича, его лекции и собранные им коллекции кактусов внесли громадный вклад в развитие кактусоводства, а в Чехии вызвали настоящую кактусную «лихорадку», которой, в своё время, заразился и знаменитый писатель Карел Чапек.
Многое из его этнографических коллекций приобрели музеи Берлина, Нью-Йорка и Петербурга. Царская императорская Академия наук в Петербурге признала Фрича своим членом-корреспондентом. Он был официальным поставщиком Петербургского Музея антропологии и этнографии.:27
Кроме того, Альберт Фрич был выдающимся селекционером, последователем учения Бёрбанка и Мичурина. В последние годы жизни он с увлечением занимался выведением новых сортов растений, отличающихся неприхотливостью в культуре и богатым цветением. Ему удалось скрестить не только близкие и родственные виды кактусов, но и довольно отдалённые таксоны. Например, его «Prago-Notocactus» является гибридом нотокактуса, хамецереуса и лобивии. Эксцентричный человек и убеждённый патриот своей родины, он называл все свои гибриды по имени родного города: «Праго-Лобивия», «Праго-Хамецереус».:28

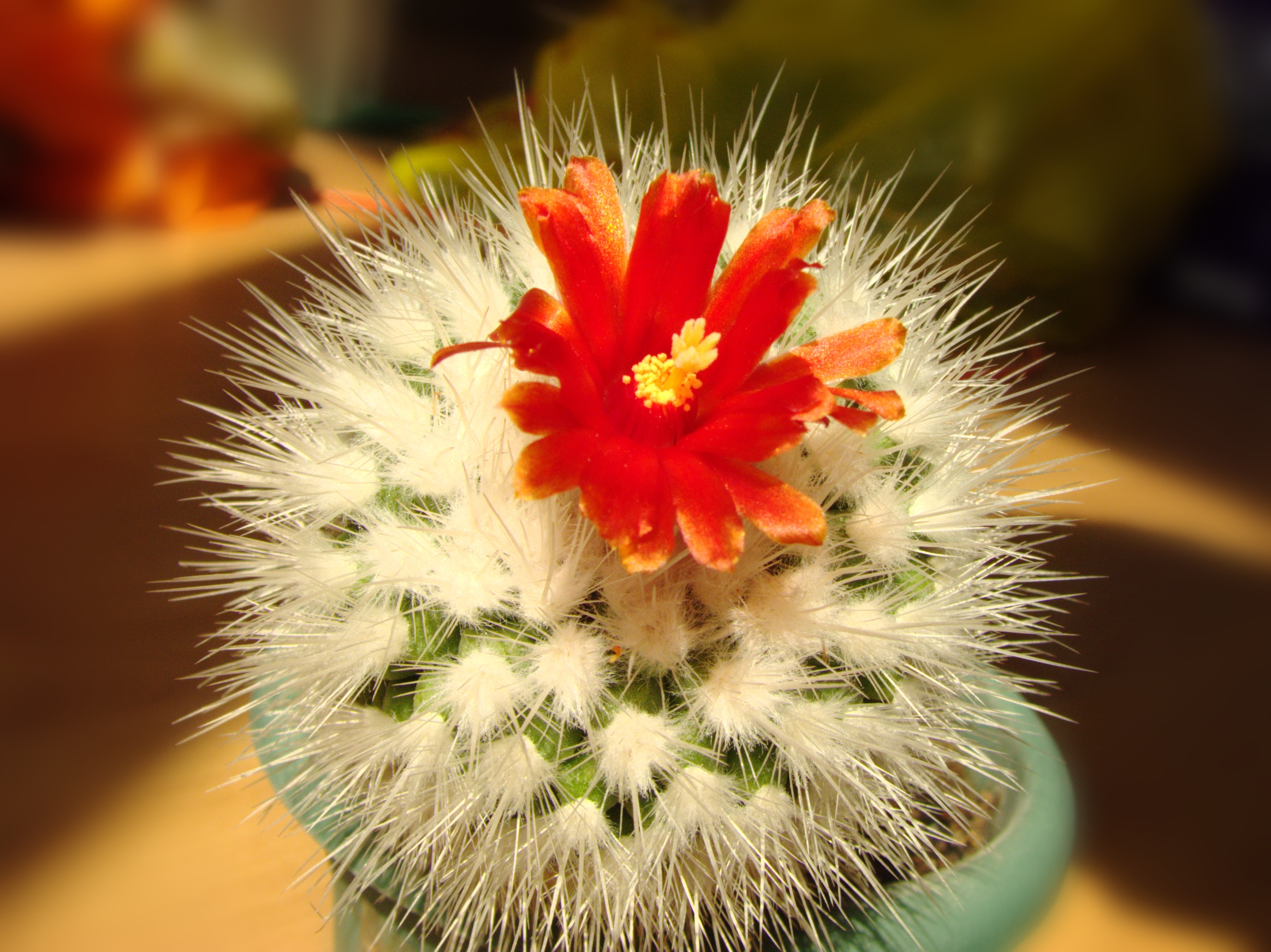
Пародия снежная (ещё один вид, открытый Фричем)

Кактусисты всего мира обязаны чешскому ботанику открытием многих растений, список его открытий занял бы несколько страниц. Наибольшей его заслугой было открытие новых, самых богатых мест роста кактусов в труднодоступных высокогорных районах Аргентины и Боливии. И случилось это в то время, когда все «охотники за кактусами» считали, что в мире кактусов уже все известно. В частности, Фрич существенно расширил список видов из рода пародия. Около десятка новых растений Фрич привёз в Европу из своих последних американских путешествих, описав их под родовым названием Microspermia (мелкосемянник). Это имя, впрочем, не привилось. Доктор Спегаццини присоединил привезённые Фричем растения к прежнему роду пародия. До первой мировой войны были известны только три вида пародии, а новые эффектные виды начали потоком идти в Европу только после того, как Фрич открыл их новые ареалы в горах северо-западной Аргентины и соседней Боливии, а также обширные территории Парагвая и Южной и Центральной Бразилии. Красивейшими из видов, привезённых Фричем, стали пародия снежная и кровавоцветковая.:162
Фрич поставлял растения для наибольших торговых фирм Хааге в Германии и Франца де Лаета (де Ле) в Бельгии. Им открыто и описано много прежде неизвестных видов кактусов, ставших необычайно популярными в среде любителей и специалистов, например Gymnocalycium mihanovichii. В 1925 году Фричем был установлен монотипный род Obregonia. После его уточнённого диагноза в 1928 году получили статус самостоятельного рода нотокактусы. В 1930 году им описан род Neowerdermannia.
Однако следует признать, что научное значение Фрича осталось недооценённым как при его жизни, так и в последующие полвека. В Германии Фрича в лучшем случае считали чудаком или экстравагантным человеком. Его открытия замалчивались или присваивались другими, статьи не печатались. Не более сорока открытых и описанных Фричем видов кактусов вошли под его авторством в номенклатуру его ученика и последователя, немецкого учёного Курта Бакеберга.:29 Причиной этого, помимо кланового пренебрежения «официальных» учёных к самоучке, да ещё и «не арийцу», послужило то, что Фрич был противником латинской номенклатуры новых видов растений, а потому описывал открытые им виды на чешском языке. Всё это привело к множественной потере Фричем приоритета первооткрывателя. А позднее плодами многолетних трудов Фрича воспользовались те же самые «специалисты», которые в своё время замалчивали его заслуги и создавали вокруг него обстановку отчуждения.:29

## Литературная деятельность
Опираясь на свой опыт путешественника, Фрич написал несколько книг: как профессиональных, посвящённых систематике и экологии семейства кактусовых, так и приключенческих — для детей. Кроме того, его путевые заметки, в которых он взглядом «изнутри» описывал индейские обычаи, внесли значительный вклад в исследование этнографии индейцев Южной Америки.
На русский язык была переведена его книга «Приключения охотника в Гран-Чако», Москва, Географгиз, 1958, 142 стр. («Stry̕ček India̕n. Dobrodružstvi lovce v Gran Čaku»).

## Названные в честь Фрича

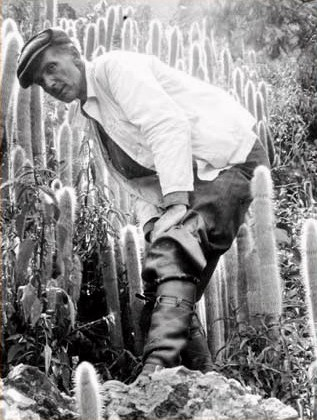
Фрич во время одного из последних путешествий в Америку (середина 1920-х)

В честь Альберто Войтеха Фрича названы:
- Echinopsis poco v. friciana,
- Parodia friciana,
- Gymnocalycium fricianum,
- Notocactus fricianus,
- Cephalocereus fricii,
- Cleistocactus strausii v. fricii,
- Echinopsis fricii,
- Lophophora fricii,
- Mediolobivia fricii,
- Stenocereus fricii,
- Fricara [hybr.].[комм. 8]

В честь его жены Драгомиры (Драги) Фрич (Drahomira (Draga) Frič) были названы:
- Andenea dragai,
- Lobivia dragai (Lobivia chrysantha)

## Комментарии
1. ↑  Иногда сокращённо: А́льберт Фрич
2. ↑  В Санкт-Петербургском музее антропологии и этнографии имени Петра Великого АН России (Кунсткамера) хранится одна из коллекций, собранных Альбертом Фричем.
3. ↑  Имя Франца Де Лаэта (или Де Ле, как его часто называют на французский лад) до сих пор на слуху у любителей кактусов и суккулентов. Спонсируя (или попросту оплачивая вперёд) многие экспедиции ботаников и сборщиков кактусов, он оставил своё имя на некоторых популярных растениях, в частности, очень известен Echinocereus delaetii Guerke (1909), а также Gymnocalycium delaetii и ещё несколько видов, названных в его честь. Среди суккулентов можно назвать Aloe delaetii и Argyroderma delaetii из семейства аизовые, похожая на «живые камни».
4. ↑  Этот рисунок сделан вскоре после открытия Альбертом Фричем нового эффектного вида Гимнокалициум михановичи и изображает это красивое растение всего спустя два года после его появления в Европе.
5. ↑  Пародия снежная растёт на северо-западе Аргентины, в самом богатом ареале кактусов. Открывший этот вид пародии Фрич был восхищён контрастной красотой этого растения. Parodia nivosa относится к высокогорным миниатюрным видам и принадлежит к группе пародий с прямыми колючками.
6. ↑  Microspermia (или мелкосемянник) — это название рода отражает не только основное свойство семян пародий (одних из самых мелких среди кактусов), но и метода Фрича, который строил свою систематику, в частности, на изучении свойств семян.
7. ↑  Нотокактус, выделенный Фричем в самостоятельный род, в настоящее время не существует. Не так давно[когда?]

 он был слит с родственным родом Пародия.
8. ↑  Далеко не все виды (и разновидности) растений, названные в честь Фрича, сохранили присвоенные им названия. Многие впоследствии были признаны синонимами или несуществующими подвидами (nomen nudum).